# Купер-Сіті (Флорида)
Купер-Сіті (англ. Cooper City) — місто (англ. city) в США, в окрузі Бровард штату Флорида. Населення — 34 401 особа (2020). Розташоване в південно-східній частині штату. Висота над рівнем моря становить 2 м.

## Географія
Купер-Сіті розташований за координатами 26°2′52″ пн. ш. 80°17′9″ зх. д. / 26.04778° пн. ш. 80.28583° зх. д. (26.047829, -80.285851).  За даними Бюро перепису населення США в 2010 році місто мало площу 21,61 км², з яких 20,82 км² — суходіл та 0,79 км² — водойми.

## Демографія

### Перепис 2010
Згідно з переписом 2010 року, у місті мешкало 28 547 осіб у 9628 домогосподарствах у складі 8118 родин. Густота населення становила 1321 особа/км².  Було 9912 помешкання (459/км²).
Расовий склад населення:
| - 85,1 % — білих - 5,5 % — азіатів - 4,9 % — чорних або афроамериканців - 0,3 % — корінних американців - 1,8 % — осіб інших рас |

До двох чи більше рас належало 2,4 %. Частка іспаномовних становила 22,8 % від усіх жителів.
За віковим діапазоном населення розподілялося таким чином: 25,7 % — особи молодші 18 років, 65,5 % — особи у віці 18—64 років, 8,8 % — особи у віці 65 років та старші. Медіана віку мешканця становила 41,0 року. На 100 осіб жіночої статі у місті припадало 93,7 чоловіків;  на 100 жінок у віці від 18 років та старших — 90,4 чоловіків також старших 18 років.
Середній дохід на одне домашнє господарство  становив 111 444 долари США (медіана — 90 133), а середній дохід на одну сім'ю — 120 304 долари (медіана — 99 928). Медіана доходів становила 68 841 долар для чоловіків та 50 169 доларів для жінок. За межею бідності перебувало 4,7 % осіб, у тому числі 6,2 % дітей у віці до 18 років та 4,2 % осіб у віці 65 років та старших.
Цивільне працевлаштоване населення становило 17 401 особа. Основні галузі зайнятості: освіта, охорона здоров'я та соціальна допомога — 25,3 %, роздрібна торгівля — 13,2 %, науковці, спеціалісти, менеджери — 12,8 %.

### Перепис 2000
За даними перепису 2000 населення міста налічувало 27 939 осіб; за даними на 2010 рік воно становить 28 547 осіб. Расовий склад: білі — 89,1 %; афроамериканці — 3,09 %; корінні американці — 0,16 %; азіати — 4,09 %; інші раси — 1,65 %; представники двох і більше рас — 1,87 %. На кожні 100 жінок припадає 94,1 чоловіків. Середній вік населення — 37 років.

## Міста-побратими
- Кілларні, Ірландія